# Poulx
Poulx é uma comuna francesa na região administrativa de Occitânia, no departamento de Gard. Estende-se por uma área de 11,9 km². Em 2010 a comuna tinha 4 150 habitantes (densidade: 348,7 hab./km²).